# Skor thom
Les Skor thom  (khmer : ស្គរធំ) désigne une variété d'instruments de musique de percussion. Il consiste en une paire de grands tambours-tonneaux typiquement cambodgiens à deux têtes joués avec une paire de baguettes en bois,.

## Facture
Les têtes du Skor thom sont recouvertes avec des peaux taillées dans un cuir de bœuf, de vache ou de buffle. Dans les ensembles les  Skor thom sont toujours joués en couple, et ils s'accordent de telle sorte que l’un émet un son "plus étroit et plus fort", quand il est frappé, alors que l’autre doit donner un "ton plus ample et plus mat."  La caisse de résonance est creusée, pour former un mince tube d'environ un centimètre d'épaisseur. Ce caisson est recouvert avec les peaux que le fabricant étire de chaque côté, pour créer l'instrument. Les dimensions des tambours sont variables, car ils sont sculptés dans des souches d'arbre dont les côtes ne sont pas établies. Cependant, traditionnellement leur gabarit se situe autour d'une longueur de 50 cm, d'un diamétre de 46 cm et d'une largeur aux extrémités d'environ 40 cm.

## Jeu
Les instruments sont utilisés dans les ensembles du Pinpeat. Son équivalent thaïlandais est le gong chatri, il se place toujours en avant de l'orchestre, car il est l'instrument principal et dominant. Dans les orchestres ils sont également utilisés avec le hautbois sralay. Le Skor Thom retrouve un certain regain de popularité, il définit le tempo et le rythme des morceaux interprétés, il peut également être joué en freestyle dans l'accompagnement du sralai (khmer : ស្រឡៃ).